# 古臺灣彎貝介
古臺灣彎貝介（学名：Loxoconcha neotaiwanica）为彎貝介科彎貝介屬下的一个种。